# Kimberley Walsh
Kimberley Jane Walsh (Bradford, Yorkshire del Oeste, Inglaterra; 20 de noviembre de 1981) es una cantante, compositora, bailarina y actriz británica, más conocida por pertenecer al grupo de pop Girls Aloud.
Creció con sus dos hermanas y un hermano. Participó, al igual que sus compañeras, en el programa de PopStars. Las Girls Aloud han llegado a realizar 5 álbumes de estudio y han logrado un gran éxito. También apareció en el documental Kimberley Walsh: Blue Jean Girl, emitido el 17 de junio de 2010, e hizo la parte de Shrek en la versión británica del musical. Además, creó su propia colección de ropa de otoño/invierno en 2009.

## Vida y carrera

### 2000–2009: Comienzos como actriz y Girls Aloud
Comienzos Como Actriz
En el año 2000, Kimberley se convirtió en una estrella de la televisión.  Participó en un programa educativo en BBC One sobre una chica (ella) que ingresa en una banda de pop llamada "Budz". 
En el 2002 participó en la película "Stan the Man", en donde hizo el papel de Belinda, la prima de Stan.

#### Girls Aloud
En 2002 formó parte del grupo gracias al programa Popstars: The Rivals16, de donde salieron las cinco integrantes que actualmente completan el grupo (además de Kimberley, están Cheryl Cole, Nicola Roberts, Nadine Coyle y Sarah Harding).
El grupo fue oficialmente creado el 30 de noviembre de 2002 bajo el nombre de Girls Aloud, hasta hoy en día que es considerada por la crítica como unas de las mejores girls bands de todos los tiempo.[cita requerida]
En 2009 decidieron tomar un descanso para que cada una desarrolle su carrera en solitario.

## Vida personal
Se casó con Justin Scott, un exmiembro de la boyband Triple 8, el 30 de enero de 2016. Tienen tres hijos; Bobby, Cole y Nate.

## Discografía

### Sencillos en colaboración
| Título                            | Año  | Posiciones | Posiciones | Álbum            |
| Título                            | Año  | UK         | IRE        | Álbum            |
| --------------------------------- | ---- | ---------- | ---------- | ---------------- |
| "Like U Like" (with Aggro Santos) | 2010 | 8          | 13         | Aggro Santos.com |

## Filmografía
| Cine | Cine                                | Cine                | Cine  |
| Año  | Título                              | Papel               | Notas |
| ---- | ----------------------------------- | ------------------- | ----- |
| 2001 | Dreams                              | Tracy.              |       |
| 2007 | St. Trinian's                       | School Band Member. |       |
| 2009 | Kilimanjaro: The Big Red Nose Climb | ella misma.         |       |
| 2011 | Horrid Henry: The Movie             | Prissy Polly.       |       |

| Televisión | Televisión                                          | Televisión       | Televisión    |
| Año        | Título                                              | Papel            | Notas         |
| ---------- | --------------------------------------------------- | ---------------- | ------------- |
| 2000       | This Is Personal: The Hunt for the Yorkshire Ripper | Gillian Oldfield |               |
| 2002       | Popstars The Rivals                                 | Ella misma       | Ganadora.     |
| 2002       | Stan the Man                                        | belinda          |               |
| 2008       | Britannia High                                      | cameo.           |               |
| 2008-2009  | Trapped                                             | Maggie Monks.    |               |
| 2010       | Suck my pop                                         | Ella misma.      | presentadora. |
| 2011       | Daybreak                                            | Ella misma.      |               |
| 2012       | Strictly Come Dancing                               | Ella misma.      |               |